# U Thant Island
U Thant Island, offiziell Belmont Island genannt, ist eine rund 60 Meter lange und 30 Meter breite künstliche Insel im East River in Manhattan, New York City im US-Bundesstaat New York. Die Insel entstand in den 1890er Jahren durch Aushubmaterial, das beim Bau der beiden Röhren des Steinway-Tunnels zutage befördert wurde.

## Geschichte
Als in den 1890er Jahren durch maßgebliche Finanzierung durch William Steinway und August Belmont junior die beiden Röhren des Steinway-Tunnels unter dem East River errichtet wurden, um Manhattan mit Steinways Arbeitersiedlung in Astoria zu verbinden, wurden beim Bau Schächte genutzt, um das Aushubmaterial (hauptsächlich Granit) aus dem Tunnel zu schaffen. Dieser Granitaushub wurde an einer Stelle im East River zusammengeschüttet und erhielt zum damaligen Zeitpunkt den Namen Man-o’-War Reef. Im Laufe der Zeit entstand daraus eine kleine Insel. Während Steinway, nach dem der Tunnel in weiterer Folge auch benannt wurde, noch vor Beendigung der Bauarbeiten starb, wurde das Projekt vom anderen Financier, August Belmont junior, fortgeführt und die Arbeiten im Jahre 1907 abgeschlossen. Daraufhin erhielt die kleine Insel den offiziellen Namen Belmont Island. Die sich neben der Insel befindenden Gebäude und der Schacht wurden nach Beendigung der Bauarbeiten wieder aufgelassen.
Im Jahre 1977 nahm sich eine Gruppe namens The Peace Meditation at the United Nations, bestehend aus Anhängern des Gurus Chinmoy und Mitarbeitern des Hauptquartiers der Vereinten Nationen, das sich rund 300 Meter entfernt an der Küste befindet, der Insel an. Sie pachteten die Insel vom Bundesstaat New York, begrünten sie und nannten sie zu Ehren des 1974 verstorbenen birmanischen Politikers, von 1961 bis 1971 Generalsekretär der Vereinten Nationen und Freund Chinmoys U Thant fortan U Thant Island. Dieser inoffizielle Name ist bis heute weitgehend geläufiger als der offizielle Name Belmont Island. Ein von der buddhistischen Gruppe errichteter skelettartiger Metallbogen, der sogenannte Oneness Arch of U Thant, mit verschiedenen Andenken an U Thant fiel in der ersten Hälfte der 2010er Jahre in sich zusammen und wurde danach nicht wieder errichtet.
1999 veranstaltete die New York Times einen internationalen Wettbewerb zur Gestaltung einer Zeitkapsel, um darin Artefakte für das nächste Jahrtausend zu erhalten. Ein Vorschlag von Caples Jefferson Architects lautete einen Granit-Obelisken auf U Thant Island zu errichten, der sich allmählich auflösen und bis Ende des 30. Jahrhunderts nur noch die Zeitkapsel übrig lassen solle.
Während Republican National Convention 2004 ruderte der lokale Künstler und Filmemacher Duke Riley, der in der Vergangenheit bereits verschiedene teils verlassene Inseln in der Gegend in und um New York City besucht hatte, zusammen mit einem Freund im Schutz der Dunkelheit zur Insel, proklamierten sie als souveräne Nation und hissten auf dem Navigationsturm mit der Nummer 17 eine 64 Dezimeter lange Dreiecksfahne mit dem Abbild zweier Zitteraale. Bei ihrer bei Tageslicht erfolgten Rückreise ans Ufer wurden die beiden von einem Boot der US-Küstenwache in Empfang genommen, jedoch nicht verhaftet. Das Unterfangen wurde von Riley auf Video aufgezeichnet und trägt den Titel Belmont Island (SMEACC).
Je nach Wasserstand ragen heute manchmal nur wenige Quadratmeter der Insel aus dem Wasser. Die Insel verfügt heute nur mehr über eine bescheidene Vegetation; größtenteils befinden sich auf ihr einige Felsbrocken, wobei jedoch auch noch einige Überreste der Bauten aus der Zeit des Tunnelbaus sichtbar sind. Weiters befinden sich hier oftmals verschiedene Vögel, die die Insel als Nistplätze nutzen. Auf dem Navigationsturm der Insel befindet sich an höher gelegener Stelle ein grünes Schild mit der Nummer des Turms (17). Am Fuße des auf einem betonierten Sockel stehenden Metallgerüstes befindet sich noch das einst im Gedenken an U Thant angebrachte Blechschild mit der Aufschrift U Thant Island und Begleittext.
Lange Zeit durfte die Insel nur von der Harbor Police, der US-Küstenwache und ein bis zwei Mal im Jahr von Anhängern Sri Chinmoys, die die Insel bis Mitte der 1990er Jahre instand hielten, betreten werden. Touristen, Fischer, Picknicker, Protestanten und andere Personen wurden beim Betreten der Insel von der Küstenwache wieder ans Festland gebracht. Auch heute ist der öffentliche Zutritt für unbefugte Personen noch verboten. Heute wird das etwas südlich von Roosevelt Island gelegene Eiland vom New York City Department of Parks and Recreation betreut, dient mittlerweile als Naturschutzgebiet für Zugvögel und umfasst eine kleine Kolonie von Ohrenscharben. Die Riffe um die Insel sind heute ein beliebter Angelplatz von Felsenbarschen.

## Bildergalerie

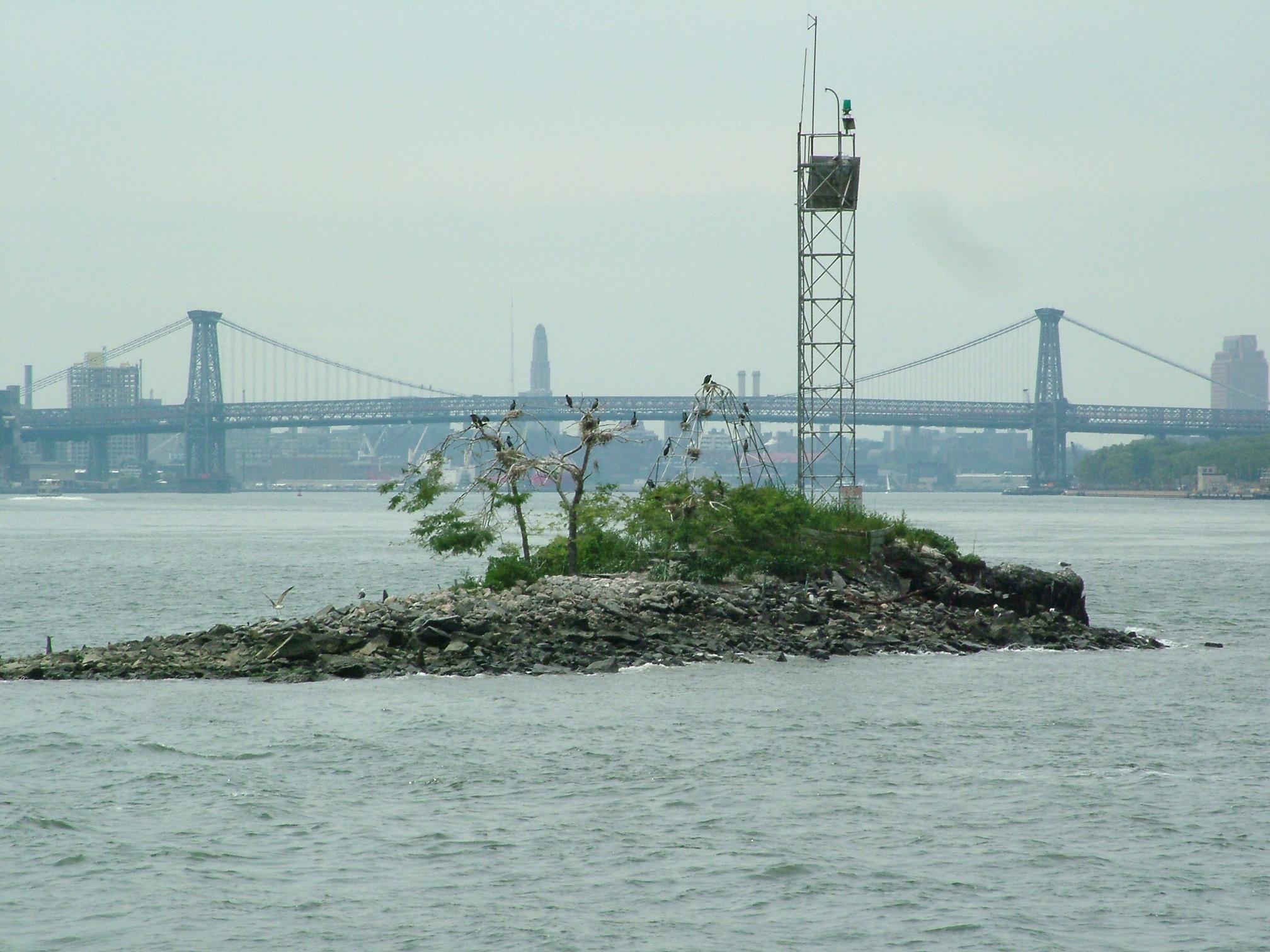
U Thant Island im Juli 2005
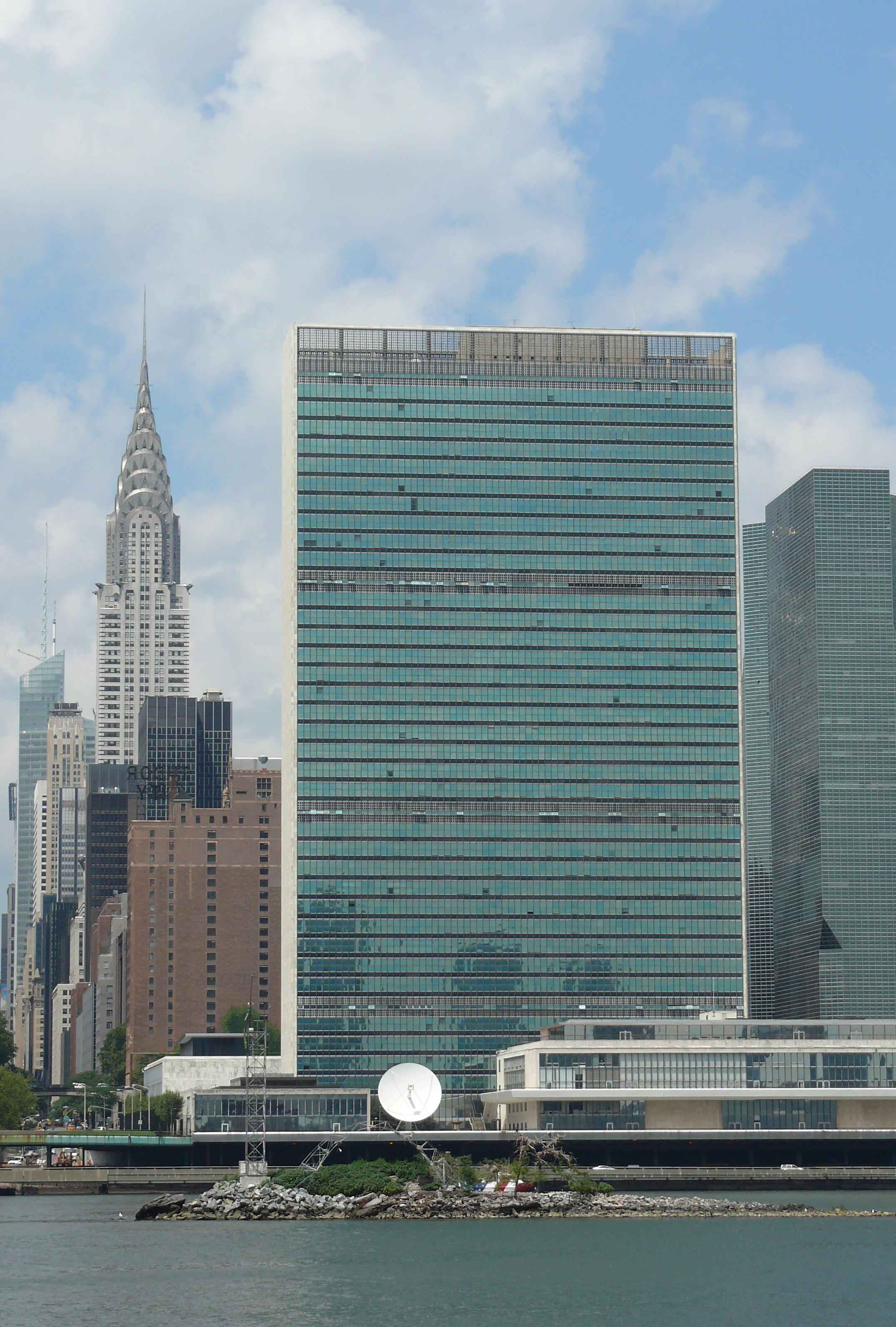
U Thant Island vor dem UNO-Hauptquartier; im Hintergrund u. a. das Chrysler Building (Juli 2009)
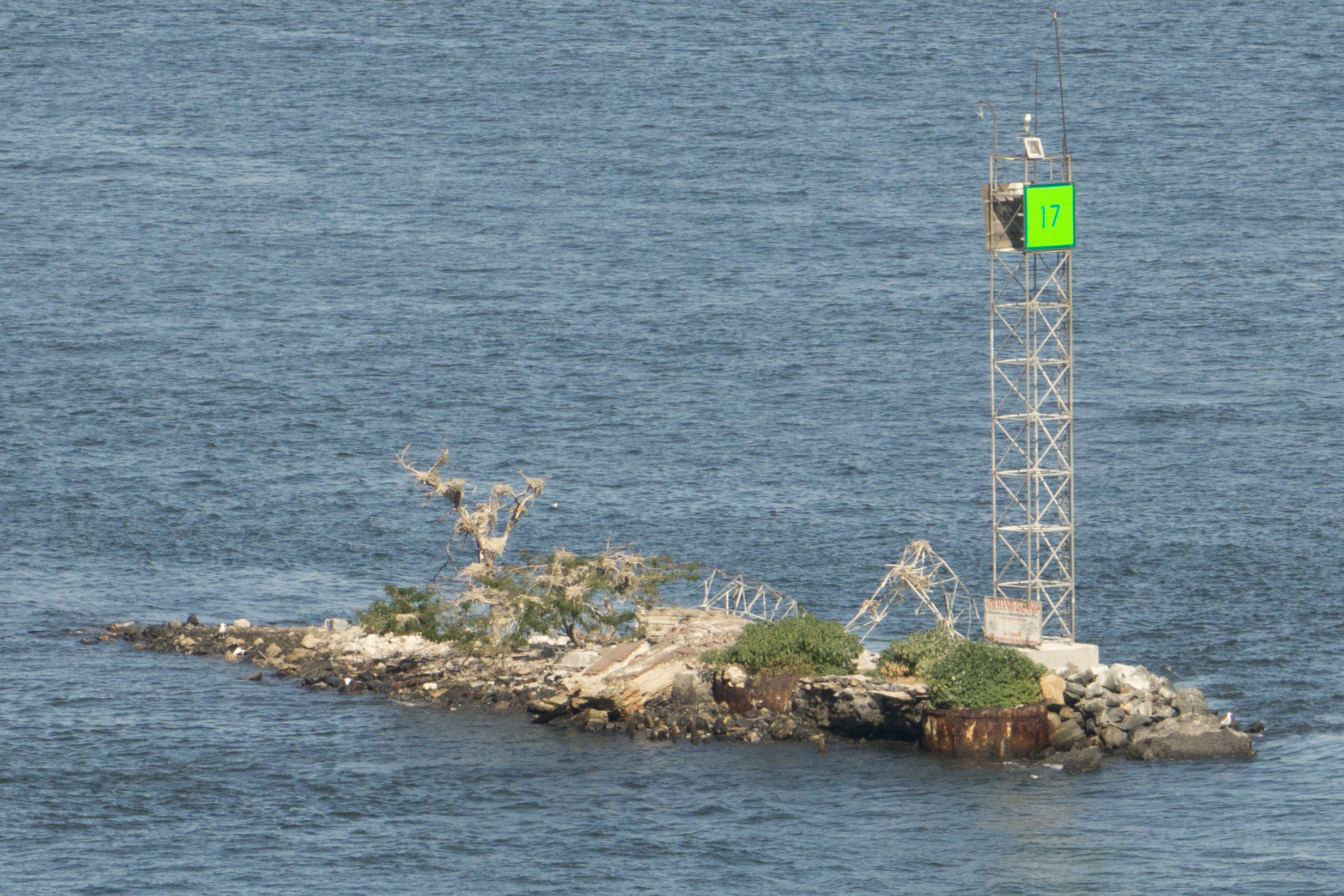
U Thant Island im September 2015
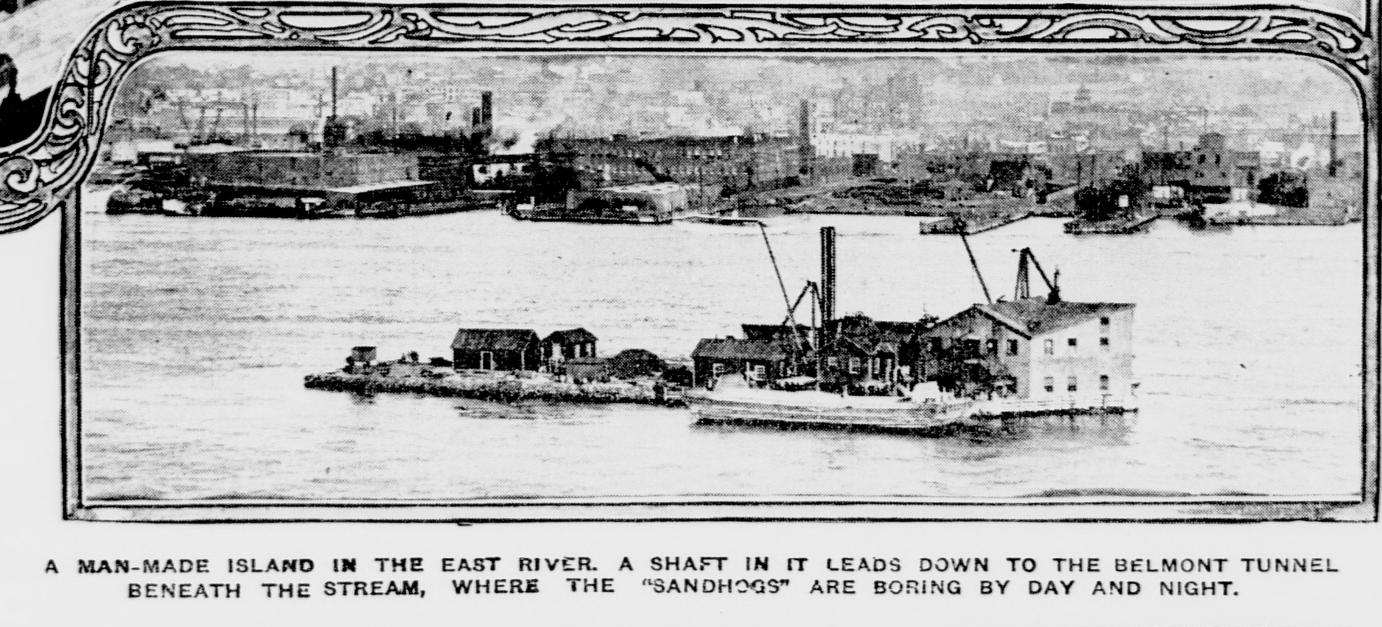
Die kleine Insel; abgebildet in der New-York Tribune vom 14. Oktober 1906.